# Blasco Peñaherrera Padilla
Blasco Peñaherrera Padilla (Quito, Ecuador; 22 de febrero de 1934) es un abogado y político ecuatoriano. Fue Vicepresidente de la República del Ecuador en el Gobierno del presidente León Febres-Cordero Ribadeneyra entre el 10 de agosto de 1984 y el 10 de agosto de 1988.
Peñaherrera Padilla fue una figura destacada en la política ecuatoriana durante la segunda mitad del siglo XX. Ejerció roles importantes como dirigente y máximo representante del Partido Liberal, legislador, vicepresidente de la República, embajador y parlamentario andino, entre otros. A lo largo de su vida pública, mantuvo posturas firmes y a menudo polémicas, pero sus adversarios lo respetaban, principalmente por su reconocida honradez.

## Biografía
Pasó sus primeros años en Quito y desde  1939 en Ambato, en casa de su abuela materna Hermelinda Mosquera de Padilla, con quien se crio. Inició la primaria en la escuela Juan León Mera del padre Juan Bautista Palacios.
En enero de 1978, a Blasco Peñaherrera Padilla se le ofreció la presidencia del Partido Liberal Radical Ecuatoriano en Quito, mientras que en la Asamblea Nacional de Riobamba se seleccionó el binomio conformado por Francisco Huerta Montalvo y Blasco Peñaherrera Padilla para la presidencia y vicepresidencia de la República. Iniciaron la campaña con un notable éxito, pero el Tribunal Supremo Electoral descalificó a Huerta debido a su contrato con Fedesarrollo y el gobierno. En su lugar, la Asamblea del partido nominó a su tío Raúl Clemente, quien solicitó a Peñaherrera que lo acompañara en la fórmula electoral, pero este se negó y no participó en la primera vuelta de las elecciones de junio de ese año. En la segunda vuelta, en enero de 1979, Peñaherrera fue el segundo candidato a Diputado Nacional detrás del mencionado doctor y resultaron electos, compartiendo la representación, ya que Huerta le permitió actuar durante gran parte de su mandato.
En 2006, Blasco Peñaherrera Padilla se retirócomo candidato a la diputación en Pichincha por el Partido Social Cristiano (PSC), generando especulaciones sobre un posible conflicto con la concejala de Quito, Macarena Valarezo. Valarezo acusó a colaboradores de Peñaherrera de buscar su puesto en la lista para la reelección al Concejo de la Capital. Valarezo afirmó que la decisión de su reelección como concejala fue tomada por la directiva del PSC en una asamblea nacional del partido, y negó una disputa con Peñaherrera relacionada con su denuncia sobre la construcción del nuevo aeropuerto de Quito y un negociado de más de 300 millones de dólares. 
En 2024, a los 90 años de edad, presentó el  libro "Controversia y propuesta. En las últimas décadas del siglo XX", el libro recopila una selección de sus publicaciones en la revista Vistazo desde los años sesenta hasta los noventa del siglo pasado, organizadas en temas generales como "Controversia" (el nombre de su comuna), asuntos políticos, historia política y cuestiones internacionales. La lectura de esta obra proporciona una mejor comprensión del pensamiento de un protagonista de nuestra historia.

## Vida personal
Contrajo matrimonio con Zeyneb Solah en 1955, con quien tuvo tres hijos. Peñaherrera la había conocido cuando ella era alumna del Santo Domingo de Guzmán, durante un Certamen literarios en el que participaron colegios masculinos. Zeyneb Solah falleció el 17 de julio del 2021, a los 87 años.

## Publicaciones
- 1988: El viernes negro, antes y después de Taura. [11]
- 1990: Discursos 1984-1988. [12]
- 1991: El Liberalismo en el Ecuador de la gesta al porvenir.[13]
- 1992: La revolución del sentido común, breve relación de un colapso inevitable y de las causas de un renacimiento saludable y necesario.[14]
- 2010: Perú y Chile desde las cenizas. [15]
- 2023: Controversia y propuesta en las últimas décadas del siglo XX. [16]